# Tandag
Tandag è una municipalità di quinta classe delle Filippine, caoiluogo della Provincia di Surigao del Sur, nella Regione di Caraga.
Il Republic Act N. 9392 del 23 giugno 2007 aveva concesso a Tandag lo status di città; il 18 novembre 2008 la Corte Suprema delle Filippine ha però accolto un ricorso della Lega delle Città delle Filippine annullando la trasformazione in città di 16 municipalità, tra cui Tandag.
Tandag è formata da 21 baranggay:
- Awasian
- Bagong Lungsod (Pob.)
- Bioto
- Bongtod Pob. (East West)
- Buenavista
- Dagocdoc (Pob.)
- Mabua
- Mabuhay
- Maitum
- Maticdum
- Pandanon

- Pangi
- Quezon
- Rosario
- Salvacion
- San Agustin Norte
- San Agustin Sur
- San Antonio
- San Isidro
- San Jose
- Telaje